# Leucania anteroclara
Leucania anteroclara är en fjärilsart som beskrevs av Smith 1902. Leucania anteroclara ingår i släktet Leucania och familjen nattflyn. Inga underarter finns listade i Catalogue of Life.